# Newport News (U-Boot)
Die USS Newport News (SSN-750) ist ein Atom-U-Boot der Los-Angeles-Klasse. Namenspatron für das Boot ist die Stadt Newport News in Virginia, in der unter anderem die Newport News Shipbuilding ansässig ist.

## Geschichte
SSN-750 wurde im April 1982 in Auftrag gegeben und im März 1984 bei Newport News Shipbuilding auf Kiel gelegt. Nach zwei Jahren im Trockendock fand die Endausrüstung an der Pier statt, nach den ersten Erprobungsfahrten wurde die Newport News 1989 offiziell in Dienst gestellt.
1991 nahm die Newport News an Operation Desert Storm teil, auch drei Jahre später wurde das Boot in den Persischen Golf beordert. 2002 verließ die Newport News ihren Heimathafen mit der Trägerkampfgruppe um die George Washington und nahm Anfang 2003 an Operation Iraqi Freedom teil. Während dieser schoss das Boot Marschflugkörper BGM-109 Tomahawk auf Landziele im Irak ab. Hierfür erhielt der damalige Kommandant des Bootes, Cmdr. Frederick J. Capria, den Bronze Star. Der nächste Einsatz begann 2004 und führte das Boot mit der Dwight D. Eisenhower in den Nordatlantik.
Am 8. Januar 2007 kollidierte das U-Boot auf Unterwasserfahrt mit dem japanischen Tanker Mogamigawa. Die Newport News traf den Tanker mit ihrem Bug am Heck. Das Boot war wiederum als Teil der Kampfgruppe der Eisenhower unterwegs, die Kampfgruppe unterstützte aus dem Arabischen Meer heraus einen Angriff auf vermutete Al-Qaida-Kämpfer in Somalia. Das U-Boot und der Tanker blieben beide seetüchtig, die Newport News fuhr im Anschluss nach Bahrain, wo die Schäden genauer untersucht wurden. Als Grund wurde angegeben, dass die 300.000 ts verdrängende Mogamigawa über das nur knapp 7.000 ts große Boot hinwegfuhr und dabei auf Grund des Venturi-Effekts „ansaugte“. Am 29. Januar wurde der Kommandant der Newport News, Cmdr. Matthew A. Weingart, von seinem Kommando enthoben. 2009 verlegte das U-Boot für sechs Monate in den Atlantik.